# Bulandet
Bulandet est un archipel de la côte du comté de Vestland, en Norvège. Ce groupe d'îles fait administrativement partie de la municipalité d'Askvoll.
Les îles de Værlandet (en) et d'Alden (en) se situent immédiatement à l'est de Bulandet, tandis que le phare de Geita se trouve à environ 10 kilomètres au sud-est de l'archipel.